# 家居改进计划
家居改进计划 （英語：Home Improvement Programme）是由新加坡建屋發展局推行的一项计划。

## 历史
- 2007年国庆群众大会时由总理李显龙发布开始家居改进计划。此计划适用于1986年前建屋局所建的组屋，但排除了参与了主要翻新计划下的组屋。[1] 执政党（人民行动党）所管辖的住宅区将享有优先翻新的机会。[2][3] 2011年，李显龙总理参加了新加坡国立大学的论坛时被问及为何反对党管辖的区域被排除在后。李总理的回答是 "必须有差异，那些执政党管辖的住宅区的民众支持了执政党。这也意为该民众支持政府的各项措施，这也包括家居改进计划。"[4][5]
- 于2017年10万单位已完成翻新计划，14万单位正在翻新中。[6]五分之一的符合翻新资格的单位已经从计划中受惠。[7]

## 工作范围
- 非择性的改进项目：这些必要改进是为了公共健康、安全因素或技术原因。例如更换废水管，修补屋内剥落的混凝土，维修结构性裂缝，提升电力供应。 [1]

- 选择性的改进项目：住户可以选择退出的任何或所有改进项目。 然而，选择退出厕所升级的住户得通过一个厕所漏水测试。例如升级厕所，替换单位的大门，更换垃圾槽的盖 [1]

- 于2012年5月，建屋局推出了乐龄以 （英語：Enhancement for Active Seniors （EASE））计划。这使年长一代有个更安全的居家环境，计划包括：浴室地板的地砖防滑处理，把手，单位内外增设斜坡等 [1][8]
- 一个组屋区需要大约一年半到两年的建筑时间，个别单位内部装修则耗时10天左右。[1]

### 备注
1. ^ 李总理是以英语发言，这是翻译版本。原文如下"The answer is that there has to be a distinction. Because the PAP wards supported the Government and the policies which delivered these good things”。[1]

参考資料
1. ↑  .   [2018-06-21]. （原始内容存档于2015-10-23）.